# Antonio (prénom)
Pour les articles homonymes, voir Antonio.
Cette page présente le prénom Antonio ainsi que ses variantes.
Antonio, Antônio ou Antόnio est la déclinaison du prénom Antoine en espagnol, italien et portugais.

## Prénom

### Antonio
- Pour l'ensemble des articles sur les personnes portant ce prénom, consulter :
  - la liste des articles dont le titre commence par ce prénom
  - les listes produites par Wikidata : Liste des personnes de prénom « Antonio » — même liste en incluant les éventuels prénoms composés qui contiennent « Antonio ».

### Antônio
- Pour l'ensemble des articles sur les personnes portant ce prénom, consulter :
  - la liste des articles dont le titre commence par ce prénom
  - les listes produites par Wikidata : Liste des personnes de prénom « Antônio » — même liste en incluant les éventuels prénoms composés qui contiennent « Antônio ».

### Antόnio
- Pour l'ensemble des articles sur les personnes portant ce prénom, consulter :
  - la liste des articles dont le titre commence par ce prénom
  - les listes produites par Wikidata : Liste des personnes de prénom « António » — même liste en incluant les éventuels prénoms composés qui contiennent « António ».